# Spoorlijn Jussey - Darnieulles-Uxegney
De Spoorlijn Jussey - Darnieulles-Uxegney was een Franse spoorlijn van Jussey naar Darnieulles. De lijn was 72,1 km lang en heeft als lijnnummer 051 000.

## Geschiedenis
De spoorlijn werd door de Chemins de fer de l'Est geopend op 21 november 1886. Vanwege het strategische karakter van de lijn werd deze op dubbelspoor aangelegd. In 1941 werd het tweede spoor op last van de Duitse bezetter opgebroken en het personenvervoer opgeheven. Vanaf 1954 werd ook het goederenvervoer stelselmatig afgebouwd. Thans is de volledige lijn opgebroken. 

## Aansluitingen
In de volgende plaatsen was er een aansluiting op de volgende spoorlijnen:
Jussey
RFN 001 000, spoorlijn tussen Paris-Est en Mulhouse-Ville
Girancourt
RFN 052 500, particuliere aansluiting van de haven van Girancourt
Darnieulles-Uxegney
RFN 030 000, spoorlijn tussen Neufchâteau en Épinal
RFN 051 306, raccordement van Darnieulles